# Elecciones federales de Canadá de 1962
Las elecciones federales canadienses de 1962 se llevaron a cabo el 18 de junio de 1962 para elegir a los miembros de la Cámara de los Comunes de Canadá del 25º Parlamento de Canadá.  Los conservadores fueron elegidos por solo una minoría de escaños en esta elección y su gobierno mayoritario se redujo a un gobierno minoritario.
Cuando se convocó la elección, el primer ministro conservador progresista (PC), John Diefenbaker, había gobernado durante cuatro años con la mayor mayoría en la Cámara de los Comunes en la historia de Canadá.
Esta elección redujo a los conservadores a un tenue gobierno minoritario como resultado de dificultades económicas como el alto desempleo y la caída del dólar canadiense, así como decisiones impopulares como la cancelación del Avro Arrow. A pesar de las dificultades del gobierno de Diefenbaker, el Partido Liberal, liderado por Lester Pearson, no pudo recuperar suficiente terreno en las elecciones para derrotar al gobierno. Para el Partido del Crédito Social, sacado de los Comunes apenas cuatro años antes, esta elección resultó ser la más exitosa de su historia: nunca mejorarían los 30 escaños ganados, perdiendo escaños en 1963 a pesar de obtener una participación ligeramente mejor en los votos.
Esta fue la primera elección en la que todos los indígenas adultos de Canadá tuvieron derecho a votar después de la aprobación el 31 de marzo de 1960 de una derogación de ciertas secciones de la Ley de Elecciones de Canadá.
Por primera vez en la historia, toda la masa terrestre de Canadá estaba cubierta por distritos electorales federales (la antigua ribera del río Mackenzie se expandió para cubrir todos los Territorios del Noroeste).
Esta fue también la primera elección general disputada por el Nuevo Partido Democrático.

## Historia
Durante su mandato, el gobierno de Diefenbaker había introducido reformas a los programas sociales, una Declaración de Derechos de Canadá y otros cambios. Los conservadores intentaron defender la caída del dólar canadiense señalando los beneficios para la industria del turismo, las exportaciones, la manufactura y la agricultura, y el empleo. Negaron que la devaluación afectó el precio del pan, la carne vacuna, la gasolina y las frutas y verduras, y dijeron que estos precios se fijaron en Canadá o fueron influenciados por otros factores.
Los liberales hicieron campaña bajo el lema "Tome partido por mañana", e intentaron retratar al gobierno de Diefenbaker como "débil", con un gabinete dividido. Los liberales criticaron a los tories por su "mala gestión imprudente de las finanzas", la desaceleración de la economía canadiense, la falta de confianza en las políticas gubernamentales, la pérdida de puestos de trabajo y un nivel de vida más bajo que en 1956. Los liberales también argumentaron que la fuerte devaluación en el dólar canadiense estaba aumentando el costo de vida de los canadienses.
La elección de 1962 fue la primera disputada por el Nuevo Partido Democrático, socialdemócrata, que se había formado a partir de una alianza entre la antigua Federación Cooperativa de la Comunidad (CCF) y el Congreso Laboral Canadiense. El partido eligió al antiguo primer ministro de Saskatchewan, Tommy Douglas, como su primer líder. El nuevo partido pudo recuperar el terreno perdido por el CCF en las elecciones federales de 1958, cuando estuvo a punto de desaparecer. Obtuvo casi un 50% más de votos de los que jamás había logrado el CCF, pero no logró el gran avance que se esperaba cuando se creó el partido.
El NDP fue excluido en Saskatchewan, su base política, donde Douglas no pudo ganar su propio escaño. La campaña de Douglas se vio afectada por el caos en Saskatchewan provocado por la introducción de Medicare y una huelga resultante de los médicos de la provincia. Douglas se vio obligado a ingresar a la Cámara de los Comunes a través de elecciones parciales en Columbia Británica. A pesar de los problemas iniciales, Medicare demostró ser popular, se extendió por todo el país y se considera la principal contribución del NDP (y de Douglas) al tejido social canadiense.
Social Credit regresó a la Cámara de los Comunes después de ser excluido en las elecciones de 1958. Mientras que el líder Robert N. Thompson y otros tres Socreds fueron elegidos en la base tradicional del partido en el oeste de Canadá, el verdadero éxito del partido se produjo en Quebec. Réal Caouette llevó al ala de Quebec del partido a la victoria en 26 circunscripciones. De hecho, su victoria de 30 escaños en total representó la mayor actuación federal del partido en la historia. Nunca volverían a igualar, y mucho menos superar, ese número; aunque el partido obtuvo su mayor participación en los votos en las elecciones de 1963 (1962 fue el segundo más alto por un margen muy estrecho), terminó perdiendo 6 escaños.
El éxito de los Socred en Quebec fue el resultado de varios factores. El pobre francés de Diefenbaker perjudicó la capacidad de los conservadores para comunicar su mensaje a los votantes francófonos. En 1958, los PC habían compensado con éxito esta desventaja utilizando la poderosa maquinaria electoral del gobierno de la Union Nationale bajo Maurice Duplessis. En 1962, Duplessis había muerto y la Union Nationale estaba fuera del gobierno. Sin embargo, muchos quebequenses francófonos se mantuvieron hostiles al Partido Liberal. Los votantes de habla francesa aún no se habían animado al anglófono Pearson, y la controversia en torno a la agenda radical del nuevo gobierno provincial liberal dañó gravemente la marca liberal en la zona rural de Quebec. Sin embargo, mientras que los liberales perdieron una participación significativa en el voto en Quebec (obtuvieron más de seis puntos porcentuales menos en comparación con 1958), la división en el voto de centro-derecha significó que todavía lograron una pluralidad allí tanto en el voto popular como en los escaños: los liberales De hecho, ganó diez escaños en la provincia, a pesar de la disminución de la cuota de votos.
Al final, a pesar de sus grandes pérdidas, la principal salvación de los conservadores fue que los liberales solo pudieron ganar siete escaños al oeste de Ontario; Por lo tanto, esta elección inició un patrón de los conservadores que dominaban las provincias al oeste de Ontario por un amplio margen (con solo avances ocasionales de los liberales y el NDP) y los liberales se vieron obligados a depender de Ontario, Quebec y las provincias del Atlántico, hasta que los conservadores ' eventual desaparición como partido de gobierno tres décadas después. Los conservadores pudieron así permanecer en el poder con el apoyo tácito de los Socreds, ya que los dos partidos tenían suficientes escaños entre ellos para obtener una mayoría parlamentaria. Sin embargo, Diefenbaker se negó a negociar una alianza más formal entre las dos partes, algo que finalmente resultaría costoso y resultaría en la caída de su gobierno el año siguiente.